# Bathyraja spinicauda
Espèce
Statut de conservation UICN

 NT  : Quasi menacé
La raie à queue épineuse (Bathyraja spinicauda) est une espèce de poisson abyssal.

## Aire de répartition
- Selon Fishbase[1], la raie à queue épineuse aime les eaux froides et profondes.  On l'a retrouvée dans des eaux allant principalement de 0 à 9 °C, mais pouvant aller de -1 à 19 °C, à des profondeurs allant de 140 à 800 m, à des salinités de 29,5 à 35,38 PSU et principalement de 100 à 500 km des côtes.
- Dans l'océan Atlantique Ouest, on la retrouve principalement des deux côté du détroit de Davis, près des côtes du Groenland et du Labrador jusqu'au large du banc Georges et de la côte est de Terre-Neuve. Dans le golfe du Saint-Laurent, elle est surtout concentrée dans le chenal laurentien, près de la pointe sud-est de Terre-Neuve, et un peu dans l'estuaire. Vers le sud, on peut la voir sur la côte est américaine à peu près jusqu'au cap Cod.
- Dans l'océan Atlantique Oriental, elle va de la côte sud-ouest du Groenland à l'Islande, puis jusqu'au nord des îles Britanniques, en passant par les îles Féroé et les Shetland, et aussi autour de la Norvège, du Svalbard et dans la mer de Barents. On pourra aussi la voir, vers le sud, jusque dans le Golfe de Gascogne.

## Description
- Sa longueur totale maximale est de 1,7 m, sa longueur étant environ les cinq tiers de sa largeur.
- La face dorsale est d'un brun pâle ou d'un gris uniforme et la face ventrale blanche, les rebords des nageoires pectorales sont plus pâles en arrière de leur face dorsale et ont des taches fuligineuses sur leur face ventrale. La face ventrale de la queue brunit légèrement en allant vers l'arrière.
- Le disque (corps) est sans épines, sauf au bout des nageoires pectorales chez les mâles.  Les pores muqueux sur la face ventrale ne sont pas pigmentés. La queue porte des plis latéraux étroits et une unique rangée médiane de grandes épines, commençant un peu avant les aisselles des nageoires pelviennes.  La grande raie (Dipturus laevis) diffère de la raie à queue épineuse surtout par ses rangées multiples d'épines sur la queue.

## Biologie
- Comme chez les autres raies, le mâle féconde la femelle intérieurement à l'aide de ses ptérygopodes et chaque est protégé par une capsule rectangulaire cornée qui joue le même rôle que la coquille d'œuf chez les oiseaux, à la différence que les jeunes raies qui en sortent ont la même apparence que les adultes.
- La raie à queue épineuse se nourrit de toutes sortes d'animaux du fond, dont des capelans et des raies épineuses.
- Les fines cornes de la capsule lui permet de s'accrocher dans les cavités des fonds sablonneux ou boueux. Elles font environ 15 cm de long et 10 cm de large. Les jeunes ont tendance à suivre les grands objets, comme leur mère.